# 166 (число)
166 (сто шестьдесят шесть) — натуральное число, расположенное между числами 165 и 167.

## В математике
- Чётное трехзначное число
- Злое число
- Недостаточное число
- Полупростое число[1]
- 166 — число Смита[2] ↓121, ↑202 .
- Существует ровно 166 гексакубиков — поликубиков, состоящих из 6 единичных кубиков (последовательность A000162 в OEIS).
- Существует 166 односторонних псевдопентамино[3], или односторонних пентаплетов[4][5].

## В других областях
- 166 год; 166 год до н. э.
- NGC 166 — спиральная галактика (Sa) в созвездии Кит.